# بنات الرياض
رواية بنات الرياض هي من تأليف رجاء الصانع ونشر دار الساقي للنشر وتقع في 319 صفحة.